# Pseudopoda chulingensis
Pseudopoda chulingensis là một loài nhện trong họ Sparassidae.
Loài này thuộc chi Pseudopoda. Pseudopoda chulingensis được Peter Jäger miêu tả năm 2001.